# Гомилиус, Луи Фёдорович
Луи Фёдорович (Людвиг Фридрихович) Гомилиус (нем. Louis Hermann Sigismund Homilius; 1845—1908) — русский органист, дирижёр и композитор и музыкальный педагог немецкого происхождения.

## Биография
Луи Фёдорович Гомилиус родился 25 мая 1845 года в столице Российской империи городе Санкт-Петербурге в семье валторниста, музыкального педагога и композитора Фридриха Христиановича Гомилиуса, немца по происхождению, который постоянно жил в России с 1838 года; последний и дал мальчику первые уроки музыки.
Первоначальное образование Гомилиус-младший получил в реформатском училище, а затем учился в Санкт-Петербургской консерватории под руководством Антона Рубинштейна и Карла Давыдова. Игру на органе изучал у Генриха Штиля.
С 1870 года Гомилиус состоял органистом при лютеранской церкви Святых Петра и Павла в Санкт-Петербурге. Дирижируя с 1871 года в Петропавловском хоровом обществе, Л. Ф. Гомилиус давал ежегодные концерты, в которых исполнялись лучшие духовные произведения как средневековых, так и композиторов-современников.
Занимал должность профессора в Петербургской консерватории, где преподавал игру на органе, сменив на этом посту своего учителя Г. Штиля. Среди его многочисленных учеников были, в частности, Артур Капп, Рудольф Тобиас, Мийна Хярма и Пеэтер Сюда.
Он сочинил несколько хоровых композиций, романсов и небольших пьес для фортепьяно.
Луи Фёдорович Гомилиус умер 27 декабря 1908 года в родном городе и был похоронен на Волковском лютеранском кладбище.
Его брат Константин Фёдорович (1840—1918) также был органистом и служил при реформатской церкви российской столицы.